# Tünel (Beyoğlu)
Tünel è un quartiere (in turco semt) del distretto di Beyoğlu, nella provincia di Istanbul, in Turchia.

## Storia
Il nome del quartiere deriva dalla linea funicolare storica F2 (Karaköy - Beyoğlu) Tünel, entrata in servizio il 17 gennaio 1875. Dopo la messa in servizio della linea funicolare, il luogo in cui si trova la stazione superiore della funicolare di Beyoğlu (Pera) fu chiamato Piazza del Tünel e l'area intorno alla stazione fu chiamata quartiere di Tünel.

## Trasporti
Oltre che dalla F2, in quartiere è servito dalla linea del tram T2, che ha a Tünel uno dei suoi capolinea.